# Turbonilla delicata
Turbonilla delicata är en snäckart som först beskrevs av Monterosato 1874.  Turbonilla delicata ingår i släktet Turbonilla, och familjen Pyramidellidae. Arten är reproducerande i Sverige.